# Aichfeld
Das Aichfeld, auch Aichfeld–Murboden, Judenburg–Knittelfelder-Becken oder Fohnsdorfer Becken (und Ähnliches) ist ein ausgedehntes Becken im obersteirischen Murtal, im Gebiet von Judenburg, Fohnsdorf, Zeltweg, Spielberg und Knittelfeld.

## Zum Begriff
Der in der Fachliteratur verwendete landschaftsgeographische Name Judenburg–Knittelfelder-Becken oder Judenburger Becken wird für das größte inneralpine Becken der Steiermark selten verwendet, man spricht eher vom Raum Aichfeld–Murboden. Dabei steht Aichfeld ⊙ für den Teil nördlich der Mur, Murboden ⊙ dagegen für jenen südlich des Flusses. Sonst ist aber „Aichfeld“ für das ganze Becken im Sprachschatz verankert. Fohnsdorfer Becken ist ein aus der Geologie kommender Begriff, es findet sich auch Fohnsdorf-Knittelfelder Tertiärbecken und Ähnliches.
In der Archäologie ist im Kontext der Funde in der Gegend durchgängig vom Aichfeld die Rede.

## Geographie
Das insgesamt etwa 22 Kilometer lange und bis zu 5 Kilometer breite Becken liegt an der obersten Mur, die im Osten, aus dem salzburgischen Lungau durch ein Engtal kommend, bei Judenburg in eine weite Schwemmebene tritt. Bei Knittelfeld schließt nordwestlich das Seckauer Becken an, dann verengt sich das Tal wieder, aber nicht mehr so stark, erst ab dem Murknie bei Bruck wird das Murtal wieder schluchtartig (Murdurchbruchstal). Damit liegt es im Talzug des Oberen Murtales. Von Nordwesten mündet das Pölstal, von Süden das Tal vom Obdacher Sattel.
Im Norden wird das Becken vom Ostende der Murberge (Hölzlberg 1589 m ü. A.) und dem Gaaler Höhenzug begrenzt (beide Niedere Tauern), im Süden von den Vorbergen des Zirbitzkogels (2396 m ü. A., Seetaler Alpen) und Ameringkogels (2187 m ü. A., Stubalpe), und der westlichen Gleinalpe (Speikkogel 1988 m ü. A.).
Das Becken umfasst den wesentlichen Teil des von der Statistik Austria als Stadtregion Knittelfeld klassifizierten Siedlungsraumes.

## Geologie
Geologisch gesehen beinhaltet der Begriff nur Teile des Beckens, das zur Serie der Norischen Senke gehört. Die Beckenfüllung besteht vorwiegend aus fluvioglazialen Sedimenten, die ausgedehnte Terrassenfluren aufbauen, am Rande aber auch aus tertiärem Lockermaterial mit Riedelrelief. Große Teile dieses Tertiärs der Region werden aus Gründen ihrer hohen Reliefenergie dem Steirischen Randgebirge zugeordnet, vor allem die Gebiete um den unteren Feistritz-, Lobming- und Gleinbach.
Wirtschaftlich bedeutend ist das Becken vor allem durch mehrere Kohleflöze.

## Der Lebensraum
Im Aichfeld finden sich die eine Region bildenden Gemeinden Judenburg, Fohnsdorf, Zeltweg, Spielberg und Knittelfeld, die zusammen einen alpinen Ballungsraum mit rund 50.000 Einwohnern bilden. Im Einzugsbereich finden sich zudem einige kleine, eher ländlich geprägte Gemeinden, sodass im Aichfeld rund 80.000 Menschen beheimatet sind. In letzter Zeit kommt es zu einer engeren Kooperation der Gemeinden, da diese wirtschaftlich voneinander abhängig sind. So wurde 1996 mit dem Regionalbus Aichfeld ein gemeinsames öffentliches Verkehrsmittel geschaffen, die Arena am Waldfeld in Fohnsdorf zieht als größtes Einkaufszentrum der Steiermark außerhalb des Raumes Graz auch Besucher aus anderen Regionen an.
Bedeutend ist das Aichfeld auch als Standort des Flughafens Zeltweg, einem der wichtigsten österreichischen Militärstützpunkte.
Neben den deutschsprachigen Städten Berlin, Frankfurt und München findet man seit 2010 auch die Region Aichfeld
in der virtuellen Welt Second Life. Hierbei wird das 3D-Internet hauptsächlich als Kommunikationsplattform (soziale Interaktion, Meeting und E-Learning) eingesetzt.

## Vorschlag als Bezirksbezeichnung
Bevor die Steiermärkische Gemeindestrukturreform 2015 wirksam wurde, wurden 2012 die steirischen Bezirke Judenburg und Knittelfeld zum Bezirk Murtal zusammengelegt. Für den Bezirksnamen wurde zuvor auch „Aichfeld“ vorgeschlagen, jedoch nicht ausgewählt.